# The Slave Island
The Slave Island è un cortometraggio muto del 1916. Il nome del regista non viene riportato.

## Distribuzione
Il cortometraggio uscì nelle sale cinematografiche USA il 31 dicembre 1916.